# بیچس کورنر (آیداهو)
بیچس کورنر (به انگلیسی: Beachs Corner) یک منطقهٔ مسکونی در ایالات متحده آمریکا است که در شهرستان بونوویل، آیداهو واقع شده‌است. بیچس کورنر ۱٬۴۶۰٫۰۱ متر بالاتر از سطح دریا واقع شده‌است.